# Grande-Bretagne aux Jeux olympiques d'été de 2016
La Grande-Bretagne participe aux Jeux olympiques d'été de 2016 à Rio de Janeiro au Brésil du 5 août au 21 août. Il s'agit de sa 28e participation à des Jeux d'été.

## Médaillés

### Médailles d'or
| Sport                  | Discipline                             | Athlète(s) | Performance           | Date    |
| Médailles d'or : 27    |                                        | |                       |         |
| Athlétisme             | 10 000 m masculin                      | Mohamed Farah | 27 min 5 s 17         | 13 août |
| Athlétisme             | 5 000 m masculin                       | Mohamed Farah | 13 min 3 s 30         | 20 août |
| Aviron                 | Quatre sans barreur                    | Alex Gregory Mohamed Sbihi George Nash Constantine Louloudis | 5 min 58 s 61         | 12 août |
| Aviron                 | Deux sans barreur féminin              | Helen Glover Heather Stanning | 7 min 18 s 29         | 12 août |
| Aviron                 | Huit masculin                          | Paul Bennett Scott Durant Matthew Gotrel Matthew Langridge Tom Ransley Pete Reed William Satch Andrew Triggs-Hodge Phelan Hill | 5 min 29 s 63         | 13 août |
| Boxe                   | Poids mouches femmes                   | Nicola Adams | 3-0                   | 20 août |
| Canoë-kayak            | K1 hommes (slalom)                     | Joseph Clarke | 88 s 53               | 10 août |
| Canoë-kayak            | K1 200 mètres hommes                   | Liam Heath | 35 s 197              | 20 août |
| Cyclisme sur piste     | Vitesse par équipes masculine          | Philip Hindes Jason Kenny Callum Skinner | 42 s 440 (RO)         | 11 août |
| Cyclisme sur piste     | Poursuite par équipes masculine        | Steven Burke Ed Clancy Owain Doull Bradley Wiggins | 3 min 50 s 265 (RM)   | 12 août |
| Cyclisme sur piste     | Poursuite par équipes féminine         | Katie Archibald Elinor Barker Joanna Rowsell Laura Trott | 4 min 13 s 260 (RM)   | 13 août |
| Cyclisme sur piste     | Vitesse individuelle masculine         | Jason Kenny |                       | 14 août |
| Cyclisme sur piste     | Omnium féminin                         | Laura Trott | 230 pts               | 16 août |
| Cyclisme sur piste     | Keirin masculin                        | Jason Kenny |                       | 16 août |
| Équitation             | Dressage individuel                    | Charlotte Dujardin | 93,857 pts            | 15 août |
| Équitation             | Saut d'obstacles individuel            | Nick Skelton | 0 pts                 | 19 août |
| Golf                   | Golf hommes                            | Justin Rose |                       | 14 août |
| Gymnastique artistique | Sol hommes                             | Max Whitlock | 15,633 pts            | 14 août |
| Gymnastique artistique | Cheval d'arçons                        | Max Whitlock | 15,966 pts            | 14 août |
| Hockey sur gazon       | Tournoi féminin                        | Giselle Ansley Sophie Bray Crista Cullen Alex Danson Maddie Hinch Hannah Macleod Shona McCallin Lily Owsley Sam Quek Helen Richardson-Walsh Kate Richardson-Walsh Susannah Townsend Georgie Twigg Laura Unsworth Hollie Webb Nicola White | 3-3 (2-0)             | 19 août |
| Natation               | 100 m brasse masculin                  | Adam Peaty | 57 s 13 (RM)          | 7 août  |
| Plongeon               | Tremplin à 3 mètres synchronisé hommes | Jack Laugher Chris Mears | 454,32 pts            | 10 août |
| Taekwondo              | Moins de 57 kg femmes                  | Jade Jones | 16-7                  | 18 août |
| Tennis                 | Simple messieurs                       | Andy Murray | 5-7 / 6-4 / 6-2 / 7-5 | 14 août |
| Triathlon              | Classement hommes                      | Alistair Brownlee | 1 h 45 min 1 s        | 18 août |
| Voile                  | 470 hommes                             | Saskia Clark Hannah Mills | 54 pts                | 18 août |
| Voile                  | Finn hommes                            | Giles Scott | 36 pts                | 16 août |

### Médailles d'argent
| Sport                   | Discipline                       | Athlète(s) | Performance    | Date    |
| Médailles d'argent : 23 |                                  | |                |         |
| Athlétisme              | Heptathlon                       | Jessica Ennis-Hill | 6 775 pts      | 13 août |
| Aviron                  | Deux de couple féminin           | Victoria Thornley Katherine Grainger | 7 min 41 s 05  | 11 août |
| Aviron                  | Huit féminin                     | Karen Bennett Olivia Carnegie-Brown Jessica Eddie Katie Greves Frances Houghton Zoe Lee Polly Swann Melanie Wilson Zoe De Toledo                                      | 6 min 3 s 98   | 13 août |
| Boxe                    | Poids super-lourds hommes        | Joseph Joyce | 1-2            | 21 août |
| Canoë-kayak             | C2 hommes (slalom)               | David Florence Richard Hounslow | 102 s 01       | 11 août |
| Canoë-kayak             | K2 200 mètres hommes             | Liam Heath Jon Schofield | 32 s 368       | 18 août |
| Cyclisme sur piste      | Keirin féminin                   | Becky James |                | 13 août |
| Cyclisme sur piste      | Vitesse individuelle masculine   | Callum Skinner |                | 14 août |
| Cyclisme sur piste      | Omnium masculin                  | Mark Cavendish |                | 15 août |
| Cyclisme sur piste      | Vitesse individuelle féminine    | Becky James |                | 16 août |
| Équitation              | Dressage par équipes             | Fiona Bigwood Charlotte Dujardin Carl Hester Spencer Wilton | 78,595-pts     | 12 août |
| Gymnastique artistique  | Cheval d'arçons                  | Louis Smith | 15,833 pts     | 14 août |
| Natation                | 400 m nage libre féminin         | Jazmin Carlin | 4 min 1 s 23   | 7 août  |
| Natation                | 200 m 4 nages féminin            | Siobhan-Marie O'Connor | 2 min 6 s 88   | 9 août  |
| Natation                | 4 × 200 m nage libre masculin    | James Guy Stephen Milne Duncan Scott Daniel Wallace Robbie Renwick | 7 min 3 s 13   | 9 août  |
| Natation                | 800 m nage libre féminin         | Jazmin Carlin | 8 min 16 s 17  | 12 août |
| Natation                | 4 × 100 m 4 nages masculin       | James Guy Adam Peaty Duncan Scott Chris Walker-Hebborn Robbie Renwick                                                                                                 | 3 min 29 s 24  | 13 août |
| Plongeon                | Tremplin à 3 mètres hommes       | Jack Laugher | 523,85 pts     | 16 août |
| Rugby à sept            | Tournoi masculin de rugby à sept | Mark Bennett Dan Bibby Phil Burgess Sam Cross James Davies Ollie Lindsay-Hague Ruaridh McConnochie Tom Mitchell Dan Norton Mark Robertson James Rodwell Marcus Watson | 7-43           | 11 août |
| Taekwondo               | Moins de 80 kg hommes            | Lutalo Muhammad | 6-8            | 19 août |
| Trampoline              | Concours femmes                  | Bryony Page | 56,040 pts     | 12 août |
| Triathlon               | Classement hommes                | Jonathan Brownlee | 1 h 45 min 7 s | 18 août |
| Voile                   | RS:X hommes                      | Nick Dempsey | 52 pts         | 14 août |

### Médaille de bronze
| Sport                    | Discipline                              | Athlète(s)                                                                | Performance           | Date    |
| Médailles de bronze : 17 |                                         |                                                                           |                       |         |
| Athlétisme               | Saut en longueur masculin masculin      | Greg Rutherford                                                           | 8,29 mètres           | 13 août |
| Athlétisme               | Lancer du marteau féminin               | Sophie Hitchon                                                            | 74,54 mètres          | 15 août |
| Athlétisme               | Relais 4 × 100 mètres féminin           | Daryll Neita Asha Philip Desiree Henry Dina Asher-Smith                   | 41 s 77               | 19 août |
| Athlétisme               | Relais 4 × 400 mètres féminin           | Emily Diamond Eilidh Doyle Anyika Onuora Christine Ohuruogu Kelly Massey* | 3 min 25 s 88         | 20 août |
| Badminton                | Double hommes                           | Marcus Ellis Chris Langridge                                              | 21-19 / 19-21 / 21-10 | 18 août |
| Boxe                     | Poids mi-lourds hommes                  | Joshua Buatsi                                                             | 0-3                   | 16 août |
| Cyclisme sur piste       | Vitesse individuelle féminine           | Katy Marchant                                                             |                       | 16 août |
| Cyclisme sur route       | Contre-la-montre masculin               | Christopher Froome                                                        | 1 h 13 min 17 s 54    | 10 août |
| Gymnastique artistique   | Concours général individuel hommes      | Max Whitlock                                                              | 90,641 pts            | 10 août |
| Gymnastique artistique   | Barre fixe                              | Nile Wilson                                                               | 15,466 pts            | 16 août |
| Gymnastique artistique   | Sol femmes                              | Amy Tinkler                                                               | 14,933 pts            | 16 août |
| Judo                     | Moins de 70 kg femmes                   | Sally Conway                                                              | yuko                  | 10 août |
| Plongeon                 | Haut-vol à 10 mètres synchronisé hommes | Tom Daley Daniel Goodfellow                                               | 444,45 pts            | 8 août  |
| Taekwondo                | Plus de 67 kg femmes                    | Bianca Walkden                                                            | 7-1                   | 19 août |
| Tir                      | Trap hommes                             | Edward Ling                                                               | 13-9                  | 8 août  |
| Tir                      | Double trap hommes                      | Steven Scott                                                              | 30-28                 | 10 août |
| Triathlon                | Classement femmes                       | Vicky Holland                                                             | 1 h 57 min 1 s        | 20 août |

| Sport                  |    |    |    | Total |
| Cyclisme sur piste     | 6  | 4  | 1  | 11    |
| Aviron                 | 3  | 2  | 0  | 5     |
| Gymnastique artistique | 2  | 1  | 3  | 6     |
| Natation               | 1  | 5  | 0  | 6     |
| Canoë-kayak            | 2  | 2  | 0  | 4     |
| Athlétisme             | 2  | 1  | 4  | 7     |
| Équitation             | 2  | 1  | 0  | 3     |
| Voile                  | 2  | 1  | 0  | 3     |
| Boxe                   | 1  | 1  | 1  | 3     |
| Plongeon               | 1  | 1  | 1  | 3     |
| Taekwondo              | 1  | 1  | 1  | 3     |
| Triathlon              | 1  | 1  | 1  | 3     |
| Golf                   | 1  | 0  | 0  | 1     |
| Hockey sur gazon       | 1  | 0  | 0  | 1     |
| Tennis                 | 1  | 0  | 0  | 1     |
| Rugby à sept           | 0  | 1  | 0  | 1     |
| Trampoline             | 0  | 1  | 0  | 1     |
| Tir                    | 0  | 0  | 2  | 2     |
| Badminton              | 0  | 0  | 1  | 1     |
| Cyclisme sur route     | 0  | 0  | 1  | 1     |
| Judo                   | 0  | 0  | 1  | 1     |
| Total                  | 27 | 23 | 17 | 67    |

| Jour    |   |   |   | Total |
| 6 août  | 0 | 0 | 0 | 0     |
| 7 août  | 1 | 1 | 0 | 2     |
| 8 août  | 0 | 0 | 2 | 2     |
| 9 août  | 0 | 2 | 0 | 2     |
| 10 août | 2 | 0 | 4 | 6     |
| 11 août | 1 | 3 | 0 | 4     |
| 12 août | 3 | 3 | 0 | 6     |
| 13 août | 3 | 4 | 1 | 8     |
| 14 août | 5 | 3 | 0 | 8     |
| 15 août | 1 | 1 | 1 | 3     |
| 16 août | 3 | 2 | 4 | 9     |
| 17 août | 0 | 0 | 0 | 0     |
| 18 août | 3 | 2 | 1 | 6     |
| 19 août | 2 | 1 | 1 | 4     |
| 20 août | 3 | 0 | 3 | 6     |
| 21 août | 0 | 1 | 0 | 1     |

## Athlétisme

### Homme

#### Course
| Athlètes                                                         | Compétitions          | Série          | Série | Demi-finales  | Demi-finales | Finale          | Finale        |
| ---------------------------------------------------------------- | --------------------- | -------------- | ----- | ------------- | ------------ | --------------- | ------------- |
| Athlètes                                                         | Compétitions          | Temps          | Rang  | Temps         | Rang         | Temps           | Rang          |
| Chijindu Ujah                                                    | 100 mètres            | 10 s 13        | 2e    | 10 s 01       | 4e           | Éliminé         | Éliminé       |
| James Dasaolu                                                    | 100 mètres            | 10 s 18        | 3e    | 10 s 16       | 6e           | Éliminé         | Éliminé       |
| James Ellington                                                  | 100 mètres            | 10 s 29        | 5e    | Éliminé       | Éliminé      | Éliminé         | Éliminé       |
| Adam Gemili                                                      | 200 mètres            | 20 s 20        | 2e    | 20 s 08       | 3e           | 20 s 12         | 4e            |
| Danny Talbot                                                     | 200 mètres            | 20 s 27        | 2e    | 20 s 25       | 3e           | Éliminé         | Éliminé       |
| Nethaneel Mitchell-Blake                                         | 200 mètres            | 20 s 24        | 2e    | 20 s 25       | 5e           | Éliminé         | Éliminé       |
| Matthew Hudson-Smith                                             | 400 mètres            | 45 s 26        | 3e    | 44 s 48       | 2e           | 44 s 61         | 8e            |
| Martyn Rooney                                                    | 400 mètres            | 45 s 60        | 5e    | Éliminé       | Éliminé      | Éliminé         | Éliminé       |
| Michael Rimmer                                                   | 800 mètres            | 1 min 45 s 99  | 3e    | 1 min 46 s 80 | 8e           | Éliminé         | Éliminé       |
| Elliot Giles                                                     | 800 mètres            | 1 min 47 s 88  | 7e    | Éliminé       | Éliminé      | Éliminé         | Éliminé       |
| Charlie Grice                                                    | 1 500 mètres          | 3 min 48 s 51  | 10e   | 3 min 40 s 05 | 5e           | 3 min 51 s 73   | 12e           |
| Chris O'Hare                                                     | 1 500 mètres          | 3 min 39 s 26  | 4e    | 3 min 44 s 27 | 10e          | Éliminé         | Éliminé       |
| Mohamed Farah                                                    | 5 000 mètres          | 13 min 25 s 25 | 3e    | NC            | NC           | 13 min 03 s 30  | Médaille d'or |
| Andrew Butchart                                                  | 5 000 mètres          | 13 min 20 s 08 | 5e    | NC            | NC           | 13 min 08 s 61  | 6e            |
| Tom Farrell                                                      | 5 000 mètres          | 14 min 11 s 65 | 20e   | NC            | NC           | Éliminé         | Éliminé       |
| Mohamed Farah                                                    | 10 000 mètres         | NC             | NC    | NC            | NC           | 27 min 05 s 17  | Médaille d'or |
| Andy Vernon                                                      | 10 000 mètres         | NC             | NC    | NC            | NC           | 28 min 19 s 36  | 25e           |
| Ross Millington                                                  | 10 000 mètres         | NC             | NC    | NC            | NC           | 29 min 14 s 95  | 31e           |
| Callum Hawkins                                                   | Marathon              | NC             | NC    | NC            | NC           | 2 h 11 min 52 s | 9e            |
| Derek Hawkins                                                    | Marathon              | NC             | NC    | NC            | NC           | 2 h 29 min 24 s | 114e          |
| Tsegai Tewelde                                                   | Marathon              | NC             | NC    | NC            | NC           | DNF             | /             |
| Andrew Pozzi                                                     | 110 mètres haies      | 13 s 50        | 2e    | 13 s 67       | 5e           | Éliminé         | Éliminé       |
| Lawrence Clarke                                                  | 110 mètres haies      | 13 s 55        | 3e    | 13 s 46       | 6e           | Éliminé         | Éliminé       |
| Jack Green                                                       | 400 mètres haies      | 48 s 96        | 2e    | 49 s 54       | 8e           | Éliminé         | Éliminé       |
| Sebastian Rodger                                                 | 400 mètres haies      | 49 s 54        | 6e    | Éliminé       | Éliminé      | Éliminé         | Éliminé       |
| Rob Mullett                                                      | 3 000 mètres steeple  | 8 min 48 s 19  | 12e   | NC            | NC           | Éliminé         | Éliminé       |
| Richard Kilty Harry Aikines-Aryeetey James Ellington Adam Gemili | Relais 4 × 100 mètres | 38 s 06        | 4e    | NC            | NC           | 37 s 98         | 5e            |
| Nigel Levine Delanno Williams Matthew Hudson-Smith Martyn Rooney | Relais 4 × 400 mètres | DSQ            | /     | NC            | NC           | Éliminé         | Éliminé       |
| Tom Bosworth                                                     | 20 km marche          | NC             | NC    | NC            | NC           | 1 h 20 min 13 s | 6e            |
| Dominic King                                                     | 50 km marche          | NC             | NC    | NC            | NC           | DSQ             | /             |

#### Concours
| Athlètes        | Compétitions      | Série    | Série | Finale   | Finale             |
| --------------- | ----------------- | -------- | ----- | -------- | ------------------ |
| Athlètes        | Compétitions      | Résultat | Rang  | Résultat | Rang               |
| Robert Grabarz  | Saut en hauteur   | 2,29 m   | 5e    | 2,33 m   | 4e                 |
| Chris Baker     | Saut en hauteur   | 2,26 m   | 16e   | Eliminé  | Eliminé            |
| Luke Cutts      | Saut à la perche  | 5,45 m   | 22e   | Eliminé  | Eliminé            |
| Greg Rutherford | Saut en longueur  | 7,90 m   | 10e   | 8,29 m   | Médaille de bronze |
| Chris Bennett   | Lancer du marteau | 71,32 m  | 19e   | Eliminé  | Eliminé            |
| Mark Dry        | Lancer du marteau | 71,03 m  | 21e   | Eliminé  | Eliminé            |
| Nick Miller     | Lancer du marteau | 70,83 m  | 22e   | Eliminé  | Eliminé            |

### Femmes

#### Course
| Athlètes                                                    | Compétitions          | Série          | Série | Demi-Finales  | Demi-Finales | Finale          | Finale             |
| ----------------------------------------------------------- | --------------------- | -------------- | ----- | ------------- | ------------ | --------------- | ------------------ |
| Athlètes                                                    | Compétitions          | Temps          | Rang  | Temps         | Rang         | Temps           | Rang               |
| Asha Philip                                                 | 100 mètres            | 11 s 34        | 3e    | 11 s 33       | 8e           | Eliminé         | Eliminé            |
| Desiree Henry                                               | 100 mètres            | 11 s 08        | 1er   | 11 s 09       | 4e           | Eliminé         | Eliminé            |
| Daryll Neita                                                | 100 mètres            | 11 s 41        | 4e    | Eliminé       | Eliminé      | Eliminé         | Eliminé            |
| Dina Asher-Smith                                            | 200 mètres            | 22 s 77        | 2e    | 22 s 49       | 4e           | 22 s 31         | 5e                 |
| Jodie Williams                                              | 200 mètres            | 22 s 69        | 3e    | 22 s 99       | 8e           | Eliminé         | Eliminé            |
| Christine Ohuruogu                                          | 400 mètres            | 51 s 40        | 2e    | 51 s 22       | 5e           | Eliminé         | Eliminé            |
| Emily Diamond                                               | 400 mètres            | 51 s 76        | 4e    | 51 s 49       | 6e           | Eliminé         | Eliminé            |
| Seren Bundy-Davies                                          | 400 mètres            | 53 s 63        | 7e    | Eliminé       | Eliminé      | Eliminé         | Eliminé            |
| Lynsey Sharp                                                | 800 mètres            | 2 min 00 s 83  | 1er   | 1 min 58 s 65 | 2e           | 1 min 57 s 69   | 6e                 |
| Shelayna Oskan-Clarke                                       | 800 mètres            | 1 min 59 s 67  | 3e    | 1 min 59 s 45 | 5e           | Eliminé         | Eliminé            |
| Laura Muir                                                  | 1 500 mètres          | 4 min 06 s 53  | 3e    | 4 min 04 s 96 | 3e           | 4 min 12 s 88   | 7e                 |
| Laura Weightman                                             | 1 500 mètres          | 4 min 08 s 37  | 7e    | 4 min 05 s 28 | 5e           | 4 min 14 s 95   | 11e                |
| Eilish McColgan                                             | 5 000 mètres          | 15 min 18 s 20 | 5e    | NC            | NC           | 15 min 12 s 09  | 13e                |
| Laura Whittle                                               | 5 000 mètres          | 15 min 31 s 30 | 10e   | NC            | NC           | Eliminé         | Eliminé            |
| Stephanie Twell                                             | 5 000 mètres          | 15 min 25 s 90 | 8e    | NC            | NC           | Eliminé         | Eliminé            |
| Joanne Pavey                                                | 10 000 mètres         | NC             | NC    | NC            | NC           | 31 min 33 s 44  | 15e                |
| Jess Andrews                                                | 10 000 mètres         | NC             | NC    | NC            | NC           | 31 min 35 s 92  | 16e                |
| Beth Potter                                                 | 10 000 mètres         | NC             | NC    | NC            | NC           | 33 min 04 s 33  | 34e                |
| Alyson Dixon                                                | Marathon              | NC             | NC    | NC            | NC           | 2 h 34 min 11 s | 28e                |
| Sonia Samuels                                               | Marathon              | NC             | NC    | NC            | NC           | 2 h 34 min 36 s | 30e                |
| Cindy Ofili                                                 | 100 mètres haies      | 12 s 75        | 1er   | 12 s 71       | 2e           | 12 s 63         | 4e                 |
| Tiffany Porter                                              | 100 mètres haies      | 12 s 87        | 2e    | 12 s 82       | 4e           | 12 s 76         | 6e                 |
| Eilidh Doyle                                                | 400 mètres haies      | 55 s 46        | 1er   | 54 s 99       | 3e           | 54 s 61         | 8e                 |
| Lennie Waite                                                | 3 000 mètres steeple  | 10 min 14 s 18 | 17e   | NC            | NC           | Eliminé         | Eliminé            |
| Asha Philip Desiree Henry Dina Asher-Smith Daryll Neita     | Relais 4 × 100 mètres | 41 s 93        | 2e    | NC            | NC           | 41 s 77         | Médaille de bronze |
| Eilidh Doyle Anyika Onuora Emily Diamond Christine Ohuruogu | Relais 4 × 400 mètres | 3 min 24 s 81  | 2e    | NC            | NC           | 3 min 25 s 88   | Médaille de bronze |

## Aviron
Légende: FA = finale A (médaille) ; FB = finale B (pas de médaille) ; FC = finale C (pas de médaille) ; FD = finale D (pas de médaille) ; FE = finale E (pas de médaille) ; FF = finale F (pas de médaille) ; SA/B = demi-finales A/B ; SC/D = demi-finales C/D ; SE/F = demi-finales E/F ; QF = quarts de finale; R= repêchage
Hommes
| Athlète | Compétition                      | Séries        | Séries | Repêchage     | Repêchage | Quarts de finale | Quarts de finale | Demi-finales  | Demi-finales | Finale        | Finale                         |
| Athlète | Compétition                      | Temps         | Rang   | Temps         | Rang      | Temps            | Rang             | Temps         | Rang         | Temps         | Rang                           |
| --- | -------------------------------- | ------------- | ------ | ------------- | --------- | ---------------- | ---------------- | ------------- | ------------ | ------------- | ------------------------------ |
| Alan Campbell | Skiff                            | 7 min 08 s 31 | 1 QF   | Bye           | Bye       | 6 min 49 s 41    | 2 SA/B           | 7 min 09 s 54 | 4 FB         | DNS           | 12                             |
| Stewart Innes Alan Sinclair | Deux sans barreur                | 6 min 50 s 77 | 2 SA/B | Bye           | Bye       | NC               | NC               | 6 min 26 s 37 | 2 FA         | 7 min 07 s 99 | 4                              |
| John Collins Jonathan Walton | Deux de couple                   | 6 min 43 s 93 | 4 R    | 6 min 19 s 60 | 1 SA/B    | NC               | NC               | 6 min 13 s 83 | 3 FA         | 7 min 01 s 25 | 5                              |
| Richard Chambers Will Fletcher | Deux de couple poids légers      | 6 min 25 s 62 | 2 SA/B | Bye           | Bye       | NC               | NC               | 6 min 38 s 76 | 4 FB         | 6 min 28 s 81 | 7                              |
| Alex Gregory Constantine Louloudis George Nash Mohamed Sbihi                                                                             | Quatre sans barreur              | 5 min 55 s 59 | 1 SA/B | Bye           | Bye       | NC               | NC               | 6 min 17 s 13 | 1 FA         | 5 min 58 s 61 | Médaille d'or, Jeux olympiques |
| Mark Aldred Chris Bartley Peter Chambers Jono Clegg                                                                                      | Quatre sans barreur poids légers | 6 min 01 s 27 | 2 SA/B | Bye           | Bye       | NC               | NC               | 6 min 10 s 46 | 4 FB         | 6 min 31 s 54 | 7                              |
| Angus Groom Peter Lambert Sam Townsend Jack Beaumont                                                                                     | Quatre de couple                 | 5 min 52 s 77 | 4 R    | 5 min 53 s 10 | 2 FA      | NC               | NC               | NC            | NC           | 6 min 13 s 08 | 5                              |
| Paul Bennett Scott Durant Matthew Gotrel Matthew Langridge Tom Ransley Pete Reed William Satch Andrew Triggs Hodge Phelan Hill (barreur) | Huit                             | 5 min 34 s 23 | 1 FA   | Bye           | Bye       | NC               | NC               | NC            | NC           | 5 min 29 s 63 | Médaille d'or, Jeux olympiques |

Femmes
| Athlète | Compétition                 | Séries        | Séries | Repêchage     | Repêchage | Demi-finales  | Demi-finales | Finale        | Finale                              |
| Athlète | Compétition                 | Temps         | Rang   | Temps         | Rang      | Temps         | Rang         | Temps         | Rang                                |
| --- | --------------------------- | ------------- | ------ | ------------- | --------- | ------------- | ------------ | ------------- | ----------------------------------- |
| Helen Glover Heather Stanning | Deux sans barreur           | 7 min 05 s 05 | 1 SA/B | Bye           | Bye       | 7 min 18 s 69 | 1 FA         | 7 min 18 s 29 | Médaille d'or, Jeux olympiques      |
| Katherine Grainger Victoria Thornley | Deux de couple              | 7 min 05 s 32 | 2 SA/B | Bye           | Bye       | 6 min 52 s 47 | 2 FA         | 7 min 41 s 05 | Médaille de bronze, Jeux olympiques |
| Katherine Copeland Charlotte Taylor | Deux de couple poids légers | 7 min 10 s 25 | 5 R    | 8 min 05 s 70 | 3 SC/D    | 7 min 59 s 11 | 1 FC         | 7 min 37 s 89 | 14                                  |
| Karen Bennett Olivia Carnegie-Brown Jessica Eddie Katie Greves Frances Houghton Zoe Lee Polly Swann Melanie Wilson Zoe De Toledo (barreur) | Huit                        | 6 min 09 s 52 | 1 FA   | Bye           | Bye       | NC            | NC           | 6 min 03 s 98 | Médaille d'argent, Jeux olympiques  |

## Badminton
| Athlète                         | Compétition   | Phase de groupes                            | Phase de groupes                                       | Phase de groupes                                | Phase de groupes | 1/8 de finale                    | Quarts de finale                     | Demi-finales                       | Finale ou 3e place                      | Finale ou 3e place |
| Athlète                         | Compétition   | Adversaire Score                            | Adversaire Score                                       | Adversaire Score                                | Rang             | Adversaire Score                 | Adversaire Score                     | Adversaire Score                   | Adversaire Score                        | Rang               |
| ------------------------------- | ------------- | ------------------------------------------- | ------------------------------------------------------ | ----------------------------------------------- | ---------------- | -------------------------------- | ------------------------------------ | ---------------------------------- | --------------------------------------- | ------------------ |
| Rajiv Ouseph                    | Simple hommes | bat Koukal 21-14, 21-18                     | bat Sasaki 21-15, 21-9                                 | NC                                              | 1er Gr. I        | bat Sugiarto 21-13, 14-21, 21-16 | battu par Axelsen 12-21, 16-21       | Éliminé                            | Éliminé                                 | Éliminé            |
| Kirsty Gilmour                  | Simple dames  | bat Jaquet 21-17, 21-15                     | battue par Zetchiri 21-12, 17-21, 16-21                | NC                                              | 2e Gr. D         | Éliminée                         | Éliminée                             | Éliminée                           | Éliminée                                | Éliminée           |
| Marcus Ellis / Chris Langridge  | Double hommes | battus par Boe / Mogensen 9-21, 21-9, 16-21 | battent Kim G. / Kim S. 17-21, 25-23, 21-18            | battent Cwalina / Wacha 21-18, 21-16            | 2e Gr. C         | NC                               | battent Endo / Hayakawa 21-19, 21-17 | battus par Fu / Zhang 14-21, 18-21 | battent Chai / Hong 21-18, 19-21, 21-10 | · 3e place         |
| Heather Olver / Lauren Smith    | Double dames  | battues par Hoo / Woon 17-21, 22-24         | battues par Maheswari / Polii 10-21, 13-21             | battent Poon / Tse 21-17, 18-21, 21-16          | 3e Gr. C         | NC                               | Éliminées                            | Éliminées                          | Éliminées                               | Éliminées          |
| Chris Adcock / Gabrielle Adcock | Double mixte  | battus par Xu / Ma 21-13, 20-22, 15-21      | battent Fischer Nielsen / Pedersen 21-19, 22-24, 21-17 | battus par Mateusiak / Zięba 21-18, 25-27, 9-21 | 3e Gr. B         | NC                               | Éliminés                             | Éliminés                           | Éliminés                                | Éliminés           |

## Canoë-kayak

### Slalom
|                                 | Compétition | Éliminatoires | Éliminatoires | Éliminatoires | Éliminatoires | Éliminatoires | Éliminatoires | Demi-finales | Demi-finales | Finale   | Finale            |
| Course 1                        | Compétition | Rang          | Course 2      | Rang          | Total         | Rang          | Résultat      | Rang         | Résultat     | Rang     |                   |
| ------------------------------- | ----------- | ------------- | ------------- | ------------- | ------------- | ------------- | ------------- | ------------ | ------------ | -------- | ----------------- |
| David Florence                  | C1 hommes   | 94 s 11       | 1             | DNS           | DNS           | 94 s 11       | 3 Q           | 99 s 36      | 7 Q          | 109 s 00 | 10                |
| David Florence Richard Hounslow | C2 hommes   | 103 s 27      | 2             | DNS           | DNS           | 103 s 27      | 3 Q           | 109 s 60     | 3 Q          | 102 s 01 | Médaille d'argent |
| Joseph Clarke                   | K1 hommes   | 135 s 89      | 13            | 86 s 95       | 1             | 86 s 95       | 2 Q           | 90 s 67      | 3 Q          | 88 s 53  | Médaille d'or     |
| Fiona Pennie                    | K1 femmes   | 100 s 52      | 1             | DNS           | DNS           | 100 s 52      | 3 Q           | 101 s 81     | 2 Q          | 105 s 70 | 6                 |

## Cyclisme

### Cyclisme sur route
Hommes
| Athlète            | Compétition      | Temps           | Rang |
| ------------------ | ---------------- | --------------- | ---- |
| Christopher Froome | Course en ligne  | 6 h 13 min 03 s | 12e  |
| Christopher Froome | Contre-la-montre | 1 h 13 min 17 s | 3e   |
| Geraint Thomas     | Contre-la-montre | 1 h 14 min 52 s | 9e   |
| Geraint Thomas     | Course en ligne  | 6 h 12 min 34 s | 11e  |
| Adam Yates         | Course en ligne  | 6 h 13 min 08 s | 15e  |
| Steve Cummings     | Course en ligne  | non terminé     | NC   |
| Ian Stannard       | Course en ligne  | non terminé     | NC   |

Femmes
| Athlète              | Compétition      | Temps           | Rang |
| -------------------- | ---------------- | --------------- | ---- |
| Emma Pooley          | Course en ligne  | 4 h 09 min 12 s | 53e  |
| Emma Pooley          | Contre-la-montre | 46 min 31 s 98  | 14e  |
| Nikki Harris         | Course en ligne  | 4 h 05 min 35 s | 52e  |
| Elizabeth Armitstead | Course en ligne  | 3 h 51 min 47 s | 5e   |

### Cyclisme sur piste
Vitesse
| Athlète | Compétition                 | Qualification | Qualification | 1er tour                 | Repêchages 1             | 2e tour                  | Repêchages 2             | Quarts de finale         | Demi-finales             | Finale                   | Finale |
| Athlète | Compétition                 | Temps Vitesse | Rang          | Adversaire Temps Vitesse | Adversaire Temps Vitesse | Adversaire Temps Vitesse | Adversaire Temps Vitesse | Adversaire Temps Vitesse | Adversaire Temps Vitesse | Adversaire Temps Vitesse | Rang   |
| ------- | --------------------------- | ------------- | ------------- | ------------------------ | ------------------------ | ------------------------ | ------------------------ | ------------------------ | ------------------------ | ------------------------ | ------ |
|         | Vitesse individuelle hommes |               |               |                          |                          |                          |                          |                          |                          |                          |        |
|         |                             |               |               |                          |                          |                          |                          |                          |                          |                          |        |
|         | Vitesse par équipes hommes  |               |               | NC                       | NC                       | NC                       | NC                       | NC                       | NC                       |                          |        |
|         | Vitesse individuelle femmes |               |               |                          |                          |                          |                          |                          |                          |                          |        |
|         |                             |               |               |                          |                          |                          |                          |                          |                          |                          |        |

Keirin
| Athlète | Compétition   | 1er tour | Repêchage | 2e tour | Finale |
| Athlète | Compétition   | Rang     | Rang      | Rang    | Rang   |
| ------- | ------------- | -------- | --------- | ------- | ------ |
|         | Keirin hommes |          |           |         |        |
|         |               |          |           |         |        |
|         | Keirin femmes |          |           |         |        |

Poursuite
| Athlète | Compétition                  | Qualification | Qualification | Demi-finales        | Demi-finales | Finale              | Finale |
| Athlète | Compétition                  | Temps         | Rang          | Adversaire Résultat | Rang         | Adversaire Résultat | Rang   |
| ------- | ---------------------------- | ------------- | ------------- | ------------------- | ------------ | ------------------- | ------ |
|         | Poursuite par équipes hommes |               |               |                     |              |                     |        |
|         | Poursuite par équipes femmes |               |               |                     |              |                     |        |

Omnium
| Athlète | Compétition   | Scratch | Poursuite | Poursuite | Élimination | Contre-la-montre | Contre-la-montre | Tour lancé | Tour lancé | Course aux points | Course aux points | Total | Rang |
| Athlète | Compétition   | Rang    | Temps     | Rang      | Rang        | Temps            | Rang             | Temps      | Rang       | Points            | Rang              | Total | Rang |
| ------- | ------------- | ------- | --------- | --------- | ----------- | ---------------- | ---------------- | ---------- | ---------- | ----------------- | ----------------- | ----- | ---- |
|         | Omnium hommes |         |           |           |             |                  |                  |            |            |                   |                   |       |      |
|         | Omnium femmes |         |           |           |             |                  |                  |            |            |                   |                   |       |      |

### BMX
| Athlète | Compétition | Qualifications | Qualifications | Quarts de finale | Quarts de finale | Demi-finales | Demi-finales | Finale   | Finale |
| Athlète | Compétition | Résultat       | Rang           | Résultat         | Rang             | Résultat     | Rang         | Résultat | Rang   |
| ------- | ----------- | -------------- | -------------- | ---------------- | ---------------- | ------------ | ------------ | -------- | ------ |
|         | BMX hommes  |                |                |                  |                  |              |              |          |        |
|         |             |                |                |                  |                  |              |              |          |        |

## Escrime
| Athlète                                                           | Compétition         | 1/32 de finale   | 1/16 de finale             | 1/8 de finale        | Quarts de finale      | Demi-finales             | Match pour la médaille de bronze Matchs de classement 5-8 | Match pour la médaille de bronze Matchs de classement 5-8 | Finale           | Finale |
| Athlète                                                           | Compétition         | Adversaire Score | Adversaire Score           | Adversaire Score     | Adversaire Score      | Adversaire Score         | Adversaire Score                                          | Rang                                                      | Adversaire Score | Rang   |
| ----------------------------------------------------------------- | ------------------- | ---------------- | -------------------------- | -------------------- | --------------------- | ------------------------ | --------------------------------------------------------- | --------------------------------------------------------- | ---------------- | ------ |
| James-Andrew Davis                                                | Fleuret individuel  | NC               | Mohamed Ayoub Ferjani 15-7 | Timur Safin 13-15    | -                     | -                        | -                                                         | -                                                         | -                | -      |
| Laurence Halsted                                                  | Fleuret individuel  | NC               | Chen Haiwei 9-15           | -                    | -                     | -                        | -                                                         | -                                                         | -                | -      |
| Richard Kruse                                                     | Fleuret individuel  | NC               | Victor Sintès 15-4         | Andrea Cassarà 15-12 | Gerek Meinhardt 15-13 | Alexander Massialas 9-15 | Timur Safin 13-15                                         | 4e                                                        | -                | -      |
| James-Andrew Davis Laurence Halsted Richard Kruse Marcus Mepstead | Fleuret par équipes | NC               | NC                         | NC                   | Russie 43-45          | -                        | Égypte 45-35 Chine 38-45                                  | 6e                                                        | -                | -      |

## Hockey sur gazon

### Tournoi masculin
L'équipe de Grande-Bretagne de hockey sur gazon gagne sa place pour les Jeux via la Ligue mondiale de hockey sur gazon masculin 2014-2015.

### Tournoi féminin
L'équipe de Grande-Bretagne de hockey sur gazon féminin gagne sa place pour les Jeux grâce à la victoire de l'équipe d'Angleterre de hockey sur gazon féminin au Championnat d'Europe de hockey sur gazon féminin 2015.

## Natation
| Athlète        | Épreuve       | Séries        | Séries | Demi-finales | Demi-finales | Finale        | Finale |
| Athlète        | Épreuve       | Temps         | Rang   | Temps        | Rang         | Temps         | Rang   |
| -------------- | ------------- | ------------- | ------ | ------------ | ------------ | ------------- | ------ |
| Hannah Miley   | 400 m 4 nages | 4 min 33 s 74 | 4e     | NC           | NC           | 4 min 32 s 54 | 4e     |
| Aimee Willmott | 400 m 4 nages | 4 min 34 s 08 | 5e     | NC           | NC           | 4 min 35 s 04 | 7e     |

| Athlète        | Épreuve       | Séries        | Séries | Demi-finales  | Demi-finales | Finale        | Finale                         |
| Athlète        | Épreuve       | Temps         | Rang   | Temps         | Rang         | Temps         | Rang                           |
| -------------- | ------------- | ------------- | ------ | ------------- | ------------ | ------------- | ------------------------------ |
| Max Litchfield | 400 m 4 nages | 4 min 11 s 95 | 5e Q   | NC            | NC           | 4 min 11 s 62 | 4e                             |
| James Guy      | 400 m libre   | 3 min 45 s 31 | 6e Q   | NC            | NC           | 3 min 44 s 68 | 6e                             |
| Stephen Milne  | 400 m libre   | 3 min 46 s 00 | 13e    | NC            | NC           | Éliminé       | Éliminé                        |
| Adam Peaty     | 100 m brasse  | 57 s 55       | 1re Q  | 57 s 62       | 1re Q        | 57 s 13       | Médaille d'or, Jeux olympiques |
| Ross Murdoch   | 100 m brasse  | 59 s 47       | 9e Q   | 1 min 00 s 05 | 11e          | Éliminé       | Éliminé                        |

## Plongeon
Les plongeurs britanniques se sont qualifiés dans sept des huit épreuves individuelles ainsi que quatre équipes synchronisées pour les Jeux Olympiques lors des séries des Championnats du monde de natation 2015 et des 2016 FINA Diving World Cup (en). Les plongeurs ayant garanti les places pour la Grande-Bretagne ne sont pas nécessairement les athlètes finalement sélectionnés pour représenter leur pays dans la compétition. Plutôt, ils ont dû concourir aux Olympic trials, du 10 au 12 juin 2016 à Sheffield, pour obtenir leurs places pour les Jeux. Un total de onze plongeurs (cinq hommes et six femmes) composent officiellement l'équipe de la Grande-Bretagne le 17 juin 2016, dont le médaillé de bronze à Londres en 2012 Tom Daley à la fois en individuel et en synchro
Hommes
| Athlète                     | Épreuve                         | Séries | Séries | Demi-finales | Demi-finales | Finale | Finale                              |
| Athlète                     | Épreuve                         | Points | Rang   | Points       | Rang         | Points | Rang                                |
| --------------------------- | ------------------------------- | ------ | ------ | ------------ | ------------ | ------ | ----------------------------------- |
| Jack Laugher                | Tremplin à 3 mètres             | 439,95 | 7 Q    | 389,40       | 12 Q         | 523,85 | Médaille d'argent, Jeux olympiques  |
| Freddie Woodward            | Tremplin à 3 mètres             | 388,15 | 19     | x            | x            | x      | x                                   |
| Tom Daley                   | Haut-vol à 10 mètres            | 571,85 | 1 Q    | 403,25       | 18           | x      | x                                   |
| Jack Laugher Chris Mears    | Tremplin à 3 mètres synchronisé | NC     | NC     | NC           | NC           | 454,32 | Médaille d'or, Jeux olympiques      |
| Tom Daley Daniel Goodfellow | Haut-vol à 10 m synchronisé     | NC     | NC     | NC           | NC           | 444,45 | Médaille de bronze, Jeux olympiques |

Femmes
| Athlète                         | Épreuve                         | Séries | Séries | Demi-finales | Demi-finales | Finale | Finale |
| Athlète                         | Épreuve                         | Points | Rang   | Points       | Rang         | Points | Rang   |
| ------------------------------- | ------------------------------- | ------ | ------ | ------------ | ------------ | ------ | ------ |
| Rebecca Gallantree              | Tremplin à 3 mètres             | 286,65 | 20     | x            | x            | x      | x      |
| Grace Reid                      | Tremplin à 3 mètres             | 304,95 | 14 Q   | 314,25       | 11 Q         | 318,60 | 8      |
| Sarah Barrow                    | Haut-vol à 10 mètres            | 277,40 | 23     | x            | x            | x      | x      |
| Tonia Couch                     | Haut-vol à 10 mètres            | 332,80 | 5 Q    | 318,00       | 10 Q         | 323,70 | 12     |
| Alicia Blagg Rebecca Gallantree | Tremplin à 3 mètres synchronisé | NC     | NC     | NC           | NC           | 292,83 | 6      |
| Tonia Couch Lois Toulson        | Haut-vol à 10 m synchronisé     | NC     | NC     | NC           | NC           | 319,44 | 5      |

## Rugby à sept

### Tournoi masculin
L'équipe de Grande-Bretagne de rugby à sept gagne sa place via les World Rugby Sevens Series 2014-2015.
Effectif
Sélection :
- Mark Bennett
- Dan Bibby
- Phil Burgess
- Sam Cross
- James Davies
- Ollie Lindsay-Hague
- Ruaridh McConnochie
- Tom Mitchell
- Dan Norton
- Mark Robertson
- James Rodwell
- Marcus Watson

Entraîneur principal : Simon Amor
Phase de poules
| Rang | Pays             | J | V | N | D | Pm | Pe | Diff | Pts |
| ---- | ---------------- | - | - | - | - | -- | -- | ---- | --- |
| 1    | Grande-Bretagne  | 3 | 3 | 0 | 0 | 73 | 45 | +28  | 9   |
| 2    | Japon            | 3 | 2 | 0 | 1 | 64 | 40 | +24  | 7   |
| 3    | Nouvelle-Zélande | 3 | 1 | 0 | 2 | 59 | 40 | +19  | 5   |
| 4    | Kenya            | 3 | 0 | 0 | 3 | 19 | 90 | -71  | 3   |

|  | Qualifié pour les quarts de finale    |
|  | Qualifié pour le classement de 9 à 12 |

Le détail des rencontres de poule de l'équipe est le suivant :
| 9 août 2016 12 h UTC-3 | Grande-Bretagne | 31 - 7 | Kenya | stade de Deodoro, Rio de Janeiro |
| 9 août 2016 12 h UTC-3 |                 |        |       | stade de Deodoro, Rio de Janeiro |
| 9 août 2016 12 h UTC-3 |                 |        |       | stade de Deodoro, Rio de Janeiro |

| 9 août 2016 17 h UTC-3 | Grande-Bretagne | 21 - 19 | Japon | stade de Deodoro, Rio de Janeiro |
| 9 août 2016 17 h UTC-3 |                 |         |       | stade de Deodoro, Rio de Janeiro |
| 9 août 2016 17 h UTC-3 |                 |         |       | stade de Deodoro, Rio de Janeiro |

| 10 août 2016 12 h 30 UTC-3 | Nouvelle-Zélande | 19 - 21 | Grande-Bretagne | stade de Deodoro, Rio de Janeiro |
| 10 août 2016 12 h 30 UTC-3 |                  |         |                 | stade de Deodoro, Rio de Janeiro |
| 10 août 2016 12 h 30 UTC-3 |                  |         |                 | stade de Deodoro, Rio de Janeiro |

Quarts de finale
| 10 août 2016 18 h UTC-3 | Grande-Bretagne | 5 - 0 ap | Argentine | stade de Deodoro, Rio de Janeiro |
| 10 août 2016 18 h UTC-3 |                 |          |           | stade de Deodoro, Rio de Janeiro |
| 10 août 2016 18 h UTC-3 |                 |          |           | stade de Deodoro, Rio de Janeiro |

Demi-finales
| 11 août 2016 15 h UTC-3 | Grande-Bretagne | 7 - 5 | Afrique du Sud | stade de Deodoro, Rio de Janeiro |
| 11 août 2016 15 h UTC-3 |                 |       |                | stade de Deodoro, Rio de Janeiro |
| 11 août 2016 15 h UTC-3 |                 |       |                | stade de Deodoro, Rio de Janeiro |

Finale
| 11 août 2016 19 h UTC-3 | Grande-Bretagne | 7 - 41 | Fidji | stade de Deodoro, Rio de Janeiro |
| 11 août 2016 19 h UTC-3 |                 |        |       | stade de Deodoro, Rio de Janeiro |
| 11 août 2016 19 h UTC-3 |                 |        |       | stade de Deodoro, Rio de Janeiro |

### Tournoi féminin
L'équipe de Grande-Bretagne féminine de rugby à sept gagne sa place via les World Rugby Women's Sevens Series 2014-2015.
Effectif
Entraîneur principal : Simon Middleton
| Arrières | Arrières          | Avants | Avants           |
| -------- | ----------------- | ------ | ---------------- |
| 1        | Claire Allan      | 2      | Abbie Brown      |
| 3        | Alice Richardson  | 6      | Katy McLean      |
| 4        | Emily Scarratt    | 7      | Heather Fisher   |
| 5        | Danielle Waterman | 12     | Amy Wilson-Hardy |
| 8        | Emily Scott       |        |                  |
| 9        | Natasha Hunt      |        |                  |
| 10       | Joanne Watmore    |        |                  |
| 11       | Jasmine Joyce     |        |                  |

Phase de poules
| Rang | Pays            | J | V | N | D | Pm | Pe  | Diff | Pts |
| ---- | --------------- | - | - | - | - | -- | --- | ---- | --- |
| 1    | Grande-Bretagne | 3 | 3 | 0 | 0 | 91 | 3   | +88  | 9   |
| 2    | Canada          | 3 | 2 | 0 | 1 | 83 | 22  | +61  | 7   |
| 3    | Brésil          | 3 | 1 | 0 | 2 | 29 | 93  | -64  | 5   |
| 4    | Japon           | 3 | 0 | 0 | 3 | 10 | 111 | -101 | 3   |

|  | Qualifié pour les quarts de finale    |
|  | Qualifié pour le classement de 9 à 12 |

Le détail des rencontres de poule de l'équipe est le suivant :
| 6 août 2016 12 h UTC-3 | Grande-Bretagne | 29 - 3 | Brésil | stade de Deodoro, Rio de Janeiro |
| 6 août 2016 12 h UTC-3 |                 |        |        | stade de Deodoro, Rio de Janeiro |
| 6 août 2016 12 h UTC-3 |                 |        |        | stade de Deodoro, Rio de Janeiro |

| 6 août 2016 17 h UTC-3 | Grande-Bretagne | 40 - 0 | Japon | stade de Deodoro, Rio de Janeiro |
| 6 août 2016 17 h UTC-3 |                 |        |       | stade de Deodoro, Rio de Janeiro |
| 6 août 2016 17 h UTC-3 |                 |        |       | stade de Deodoro, Rio de Janeiro |

| 7 août 2016 12 h 30 UTC-3 | Canada | 0 - 22 | Grande-Bretagne | stade de Deodoro, Rio de Janeiro |
| 7 août 2016 12 h 30 UTC-3 |        |        |                 | stade de Deodoro, Rio de Janeiro |
| 7 août 2016 12 h 30 UTC-3 |        |        |                 | stade de Deodoro, Rio de Janeiro |

Quarts de finale
| 7 août 2016 18 h UTC-3 | Grande-Bretagne | 26 - 7 | Fidji | stade de Deodoro, Rio de Janeiro |
| 7 août 2016 18 h UTC-3 |                 |        |       | stade de Deodoro, Rio de Janeiro |
| 7 août 2016 18 h UTC-3 |                 |        |       | stade de Deodoro, Rio de Janeiro |

Demi-finales
| 8 août 2016 15 h UTC-3 | Grande-Bretagne | 7 - 25 | Nouvelle-Zélande | stade de Deodoro, Rio de Janeiro |
| 8 août 2016 15 h UTC-3 |                 |        |                  | stade de Deodoro, Rio de Janeiro |
| 8 août 2016 15 h UTC-3 |                 |        |                  | stade de Deodoro, Rio de Janeiro |

Match pour la médaille de bronze
| 8 août 2016 18 h 30 UTC-3 | Canada | 33 - 10 | Grande-Bretagne | stade de Deodoro, Rio de Janeiro |
| 8 août 2016 18 h 30 UTC-3 |        |         |                 | stade de Deodoro, Rio de Janeiro |
| 8 août 2016 18 h 30 UTC-3 |        |         |                 | stade de Deodoro, Rio de Janeiro |

## Tir à l'arc
| Athlète        | Compétition       | Tour préliminaire | Tour préliminaire | 1er tour                         | 2e tour                     | 3e tour                           | Quarts de finale        | Demi-finales     | Match pour la médaille de bronze | Match pour la médaille de bronze | Finale           | Finale |
| Athlète        | Compétition       | Score             | Rang              | Adversaire Score                 | Adversaire Score            | Adversaire Score                  | Adversaire Score        | Adversaire Score | Adversaire Score                 | Rang                             | Adversaire Score | Rang   |
| -------------- | ----------------- | ----------------- | ----------------- | -------------------------------- | --------------------------- | --------------------------------- | ----------------------- | ---------------- | -------------------------------- | -------------------------------- | ---------------- | ------ |
| Patrick Huston | Individuel hommes | 656               | 38e               | Bat Rick van der Ven 6 - 4       | Battu par Ku Bon-chan 0 - 6 | non qualifié                      | non qualifié            | non qualifié     | non qualifié                     | non qualifié                     | non qualifié     | 21e    |
| Naomi Folkard  | Individuel femmes | 639               | 23e               | Bat Ika Yuliana Rochmawati 6 - 2 | Bat Kaori Kawanaka 6 - 0    | Bat Ane Marcelle dos Santos 6 - 2 | Bat Chang Hye-jin 1 - 7 | non qualifiée    | non qualifiée                    | non qualifiée                    | non qualifiée    | 7e     |